# Phidippus
Phidippus är ett släkte av spindlar. Phidippus ingår i familjen hoppspindlar.

## Dottertaxa tillPhidippus, i alfabetisk ordning[1]
- Phidippus adonis
- Phidippus adumbratus
- Phidippus aeneidens
- Phidippus albocinctus
- Phidippus albulatus
- Phidippus amans
- Phidippus apacheanus
- Phidippus ardens
- Phidippus arizonensis
- Phidippus arrogans
- Phidippus asotus
- Phidippus audax
- Phidippus aureus
- Phidippus bidentatus
- Phidippus birabeni
- Phidippus boei
- Phidippus borealis
- Phidippus calcuttaensis
- Phidippus californicus
- Phidippus cardinalis
- Phidippus carneus
- Phidippus carolinensis
- Phidippus cerberus
- Phidippus cinereus
- Phidippus clarus
- Phidippus comatus
- Phidippus concinnus
- Phidippus cruentus
- Phidippus cryptus
- Phidippus dianthus
- Phidippus dissimulator
- Phidippus excubitor
- Phidippus exlineae
- Phidippus felinus
- Phidippus georgii
- Phidippus guianensis
- Phidippus hingstoni
- Phidippus insidiosus
- Phidippus insignarius
- Phidippus investigator
- Phidippus johnsoni
- Phidippus kastoni
- Phidippus latus
- Phidippus lynceus
- Phidippus maddisoni
- Phidippus majumderi
- Phidippus mimicus
- Phidippus morpheus
- Phidippus mystaceus
- Phidippus nikites
- Phidippus octopunctatus
- Phidippus olympus
- Phidippus otiosus
- Phidippus phoenix
- Phidippus pileatus
- Phidippus pilosus
- Phidippus pius
- Phidippus pompatus
- Phidippus princeps
- Phidippus procus
- Phidippus pruinosus
- Phidippus pulcherrimus
- Phidippus purpurarius
- Phidippus purpuratus
- Phidippus putnami
- Phidippus regius
- Phidippus richmani
- Phidippus sagax
- Phidippus tenuis
- Phidippus texanus
- Phidippus tigris
- Phidippus tirapensis
- Phidippus toro
- Phidippus translatus
- Phidippus triangulifer
- Phidippus tridentiger
- Phidippus tux
- Phidippus tyrannus
- Phidippus tyrrelli
- Phidippus ursulus
- Phidippus venus
- Phidippus vexans
- Phidippus whitmani
- Phidippus workmani
- Phidippus yashodharae
- Phidippus zebrinus
- Phidippus zethus